# Armand François Maximilien de Lau de Lusignan
Pour les articles homonymes, voir Lau.
 (décembre 2019).
Si vous disposez d'ouvrages ou d'articles de référence ou si vous connaissez des sites web de qualité traitant du thème abordé ici, merci de compléter l'article en donnant les références utiles à sa vérifiabilité et en les liant à la section « Notes et références ».
Armand François Maximilien de Lau de Lusignan, né le 30 août 1783 à Toulouse et mort le 5 avril 1844, était un officier de cavalerie et homme politique français.

## Biographie
Il fut attaché à l'état-major et fit avec distinction en Espagne les campagnes de 1811, 1812, 1813, 1814. Fin 1812, lieutenant de cavalerie, il remplaça le capitaine Louis Jean Desaix comme aide-de-camp du maréchal Suchet, duc d'Albufera.
En 1831, il fut nommé député de l'arrondissement de Nérac (Lot-et-Garonne) et il continua à représenter cet arrondissement jusqu'en 1839, époque où il fut envoyé à la Chambre des pairs. Il était commandeur de la Légion d'honneur.